# Vajiravudh

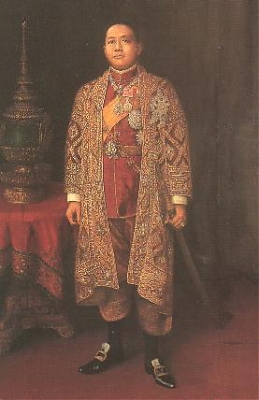
Vajiravudh.

Vajiravudh o Phra Mongkut Klao Chaoyuhua o Rama VI (Bangkok, 1 de enero de 1881 - Bangkok, 25 de noviembre de 1925) fue Rey de Siam (hoy Tailandia) de 1910 a 1925. Se convirtió en el Príncipe heredero después de que su hermano Vajirunahit muriera. El 15 de mayo de 1902 fue nombrado caballero de la Orden del Toisón de Oro por la regente María Cristina durante su estancia en Madrid con motivo de la jura de la constitución por Alfonso XIII. Sucedió a su padre, el Rey Chulalongkorn en 1910, y continuó las modernizaciones introducidas en su país, cuyas realizaciones eran difíciles de seguir. Al final de su reinado el país tuvo problemas serios, muchos de los cuales resultado de la modernización. El país gastó mucho dinero en la tecnología occidental, y recibió poco exportando sus productos, en su mayoría agrícolas. Le sucedió en el trono Prajadhipok.
- Datos: Q161389
- Multimedia: Vajiravudh / Q161389

| Predecesor: Chulalongkorn | Rey de Tailandia 1910 - 1925 | Sucesor: Prajadhipok |